# 21000 L'Encyclopédie
21000 L'Encyclopédie là một tiểu hành tinh vành đai chính với chu kỳ quỹ đạo là 1492.7164765 ngày (4.09 năm).
Nó được phát hiện ngày 26 tháng 1 năm 1987.